# ムーヴ・アウェイ
「ムーヴ・アウェイ」(Move Away)は、英国のバンドのカルチャー・クラブが1986年に発売した4枚目のアルバム『ラグジャリー・トゥ・ハートエイク』からリード・シングルとして発売した楽曲である。

## 概要
プロデュースはリュー・ハンとアリフ・マーディンが手掛けた。シングルは1986年3月に発売され、バンドにとって8枚目の全英シングルチャートトップ10入りシングルとなる7位を記録した。米国ではBillboard Hot 100で12位を記録し、彼らにとってアメリカでの最後のトップ40作品になった。その他にも3位を記録したデンマークをはじめ、様々な国のトップ10にチャートインした。

## ミュージック・ビデオ
MVの中でボーイ・ジョージとジョン・モスはサイレント映画の役者に扮しており、レースカーに乗って白黒映画のスクリーンを行き交っている。本作はロンドンのブリクストン・アカデミーで撮影され、ジョージの友人のアリス・テンプルの姿も確認できる。

## トラックリスト
7インチ・レコード
A. "Move Away"
B. "Sexuality" (7-inch version (alternate mix))
12インチ・レコード
A. "Move Away" (extended mix)
B. "Sexuality" (Tango dub remix version)
5インチ・レコード
A. "Move Away"
B. "Sexuality"

## チャート
| チャート (1986年)                                      | 最高位 |
| ------------------------------------------------------ | ------ |
| オーストラリア (Kent Music Report)                     | 10     |
| ベルギー (Ultratop 50 Flanders)                        | 8      |
| カナダ トップシングルス (RPM)                          | 15     |
| カナダ アダルト・コンテンポラリー (RPM)                | 8      |
| デンマーク (IFPI)                                      | 3      |
| ヨーロッパ (European Hot 100 Singles)                  | 3      |
| フランス (SNEP)                                        | 47     |
| アイルランド (IRMA)                                    | 6      |
| オランダ (Dutch Top 40)                                | 17     |
| オランダ (Single Top 100)                              | 16     |
| ニュージーランド (Recorded Music NZ)                   | 16     |
| ノルウェー (VG-lista)                                  | 8      |
| スウェーデン (Sverigetopplistan)                       | 7      |
| スイス (Schweizer Hitparade)                           | 18     |
| UK シングルス (OCC)                                    | 7      |
| US Billboard Hot 100                                   | 12     |
| US Adult Contemporary (Billboard)                      | 11     |
| US Dance Club Songs (Billboard) remix with "Sexuality" | 4      |
| US Dance Singles Sales (Billboard)                     | 8      |
| US Hot R&B/Hip-Hop Songs (Billboard)                   | 87     |
| 西ドイツ (GfK Entertainment charts)                    | 21     |

| チャート (1986年)                     | 順位 |
| ------------------------------------- | ---- |
| オーストラリア (Kent Music Report)    | 81   |
| ベルギー (Ultratop)                   | 56   |
| カナダ (RPM)                          | 86   |
| ヨーロッパ (European Hot 100 Singles) | 85   |